# Kościół Matki Bożej Nieustającej Pomocy w Szczecinie
Kościół Matki Bożej Nieustającej Pomocy w Szczecinie – jeden z zabytkowych kościołów w Szczecinie. Mieści się na osiedlu Golęcino-Gocław. Należy do dekanatu Szczecin-Żelechowa archidiecezji szczecińsko-kamieńskiej. 
Kościół zbudowany jest z cegły, o drewnianej konstrukcji dachowej. Kościół posiada wieżę znajdującą się od strony północnej.  
Wezwanie kościół odziedziczył po nieistniejącym już po II wojnie światowej kościele katolickim znajdującym się przy ulicy Grzymińskiej, a obsługiwanej przez oo. Oblatów, którzy już nie pracują w tutejszej diecezji.

## Historia
Golęcino w swej historii miało trzy kościoły. Pierwsza świątynia, powstała prawdopodobnie po reformacji, zbudowana została z kamienia i drewna. Zniszczona ona została wskutek działań wojennych, po czym częściowo rozebrana. Druga świątynia z dzwonnicą powstała w II połowie XVIII wieku. Nie przetrwała ona próby czasu i od roku 1837 rozpoczęto starania o postawienie trzeciego kościoła bezpośrednio obok istniejącej. Prace budowlane trwały w latach 1837–1847. 
Podczas II wojny światowej budowla została poważnie zniszczona. Została odbudowana przez polskich osadników. W dniu 25 sierpnia 1946 roku kościół został poświęcony przez księdza Kazimierza Terleckiego jako świątynia rzymskokatolicka. W 1973 roku do budowli została dobudowana zakrystia. Ostatnie wyposażenie wnętrza i malowanie pochodzi z roku 1974. Witraże wykonano według projektu Wiktora Ostrzołka. 
Wokół przedwojennej plebanii zbudowano pomieszczenia zastępcze dla kleryków diecezji. Po przeniesieniu ich do Wyższego Seminarium Duchownego przy ul. Papieża Pawła VI biskup Kazimierz Majdański utworzył tutaj Diecezjalny Dom Rekolekcyjny. Budowę prowadzili ks. Zygmunt Zawitkowski i ks. Antoni Włodarski.